# Ingrid Fischbach

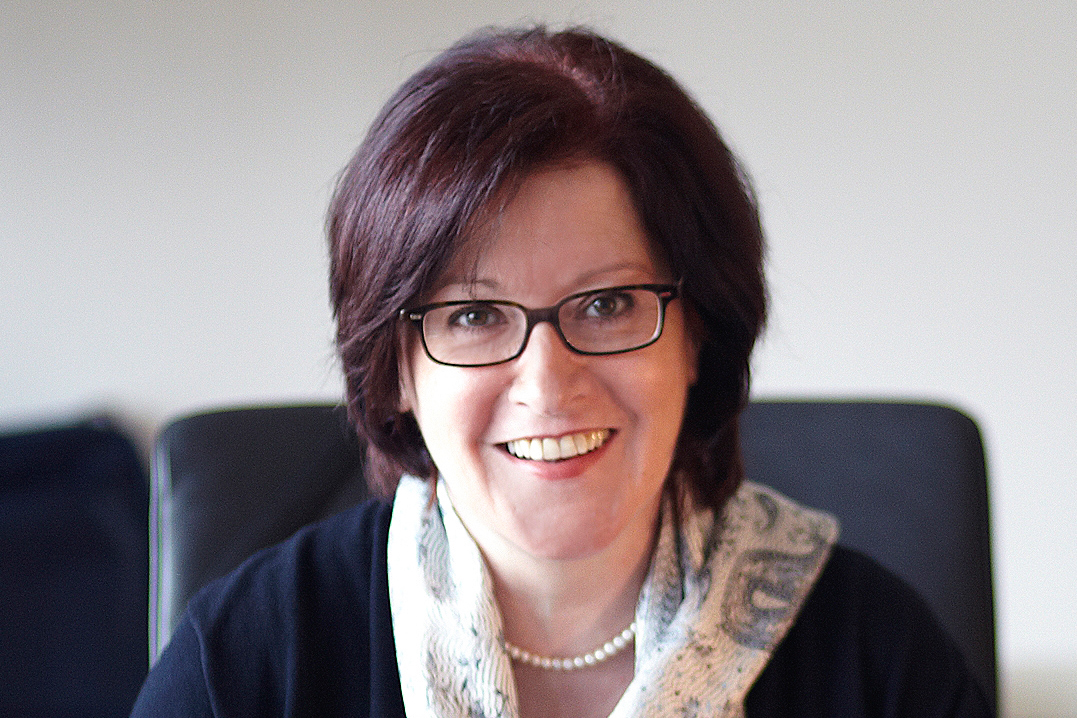
Ingrid Fischbach (2011)

Ingrid Marianne Fischbach geborene Schweden (* 25. Juni 1957 in Wanne-Eickel) ist eine deutsche Politikerin (CDU). Sie war von 1998 bis 2017 Mitglied des Deutschen Bundestages und Parlamentarische Staatssekretärin beim Bundesminister für Gesundheit.

## Leben und Beruf
Nach dem Abitur 1976 absolvierte Ingrid Fischbach ein Studium der Fächer Deutsch und Geschichte an der Pädagogischen Hochschule in Dortmund, das sie 1983 mit dem Staatsexamen für das Lehramt in der Sekundarstufe I beendete. Danach war sie als Lehrerin an der Polizeischule in Selm-Bork und ab 1995 an der Erich-Fried-Gesamtschule in Herne tätig.
Ingrid Fischbach ist katholisch, verheiratet und hat eine Tochter.

## Partei
Fischbach trat 1990 in die CDU ein und war seit 1998 bis zum März 2007 Vorsitzende des CDU-Kreisverbandes Herne. Von 2011 bis 2017 war sie Landesvorsitzende der Frauen-Union in Nordrhein-Westfalen.

## Abgeordnete
Von 1994 bis 1998 gehörte Ingrid Fischbach dem Rat der Stadt Herne an.
Vom 26. Oktober 1998 bis zum 24. Oktober 2017 war sie Mitglied des Deutschen Bundestages. Von 1998 bis 2005 war sie Mitglied der Kinderkommission. Von September 2007 bis Dezember 2009 war sie Vorsitzende der Gruppe der Frauen der CDU/CSU-Fraktion im Deutschen Bundestag. In der 17. Legislaturperiode (seit 2009) war sie stellvertretende Vorsitzende der CDU/CSU-Fraktion im Deutschen Bundestag für die Bereiche Familie, Senioren, Frauen und Jugend, Arbeit und Soziales, Arbeitnehmer und Kirche. Von November 2010 bis 2012 gehörte sie dem Bundesvorstand der CDU Deutschlands an.
Ingrid Fischbach zog stets über die Landesliste Nordrhein-Westfalen in den Bundestag ein.
Bei den Landtagswahlen 2012 in Nordrhein-Westfalen war Ingrid Fischbach im Schattenkabinett des Spitzenkandidaten Norbert Röttgen als Ministerin für Familien und Frauen vorgesehen.
Seit dem Sommer 2012 setzte sie sich zusammen mit zwölf weiteren Unions-Bundestagsabgeordneten öffentlich für die einkommenssteuerliche Gleichstellung von Eingetragenen gleichgeschlechtlichen Partnerschaften mit der Ehe ein.
Von 2013 bis 2017 war Ingrid Fischbach Parlamentarische Staatssekretärin beim Bundesminister für Gesundheit und seit dem 5. Juli 2017 Patientenbeauftragte und Pflegebevollmächtigte der Bundesregierung. Dieses Amt hielt sie, bis sie im April 2018 von Ralf Brauksiepe abgelöst wurde.

## Mitgliedschaften
Fischbach war Mitglied der Europa-Union Parlamentariergruppe Deutscher Bundestag. Beim Exposure- und Dialogprogramm sitzt sie im Kuratorium. Zudem ist sie Mitglied im Beirat des Bundesverbandes für Kindertagespflege, sowie im Beirat der Quadriga Hochschule Berlin.